# Thomas Chatelle
Thomas Chatelle (Jette, 31 maart 1981) is een Belgisch voormalig voetballer die bij voorkeur als aanvaller speelde en daarnaast op het middenveld als flankspeler uit de voeten kon. Aanvankelijk speelde Chatelle als rechtsachter.

## Spelerscarrière
Chatelle ging op 25 december 2007 van Racing Genk naar RSC Anderlecht. Bij Genk zou zijn contract op het einde van het seizoen 2007-2008 aflopen. De middenvelder (1m75, 72 kg) speelde sinds 2000 voor de Limburgse club en was eind dit seizoen einde contract. Daarvoor was hij bij AA Gent (1998-december 1999) en KV Mechelen (januari 2000-juni 2000) aan de slag. Drie keer schopte hij het tot Rode Duivel.
Zijn inzet en zijn snelheid maakten van hem een van de sterkhouders van KRC Genk. Onder de Nederlandse trainer Sef Vergoossen behaalde hij met KRC Genk de Belgische landstitel in het seizoen 2001/02. Sinds seizoen 2006-2007 droeg hij er, als opvolger van doelman Jan Moons, de kapiteinsband.
Het seizoen 2006-2007 mocht zonder twijfel de beste in jaren voor Chatelle en Genk genoemd worden. Hij was een van de belangrijkste schakels in het team van Hugo Broos dat na een spannende race met Anderlecht, vicekampioen werd. Chatelle kreeg op het einde van het seizoen alweer een serieuze opdoffer te verwerken. In de wedstrijd tegen Lokeren viel hij al voor de rust uit. Na een duel met een Lokerenspeler scheurde hij de kruisbanden van de rechterknie. Dit was al de 4de zware blessure voor Chatelle sinds hij bij Genk voetbalde.
In het begin van het seizoen 2007-2008 maakte Chatelle de overstap naar Anderlecht, enigszins onverwacht gezien zijn recente blessureleed. Hij kon in de hoofdstad tot nog toe (2010) geen basisplaats afdwingen. Op de rechtse flank moet hij de concurrentie vooral aangaan met Jonathan Legear. Anderlecht leent hem tijdens het seizoen 2010/11 uit aan het Nederlandse N.E.C.. Hij keert dan terug naar Anderlecht en wordt tijdens de terugronde uitgeleend aan STVV. Nadien zat hij een tijd zonder club. In november 2012 tekende hij een contract bij RAEC Mons.

## Statistieken
| seizoen | club                       | land      | competitie         | wed. | goals |
| ------- | -------------------------- | --------- | ------------------ | ---- | ----- |
| 1998/99 | AA Gent                    | België    | Jupiler League     | 18   | 1     |
| 1999/00 | AA Gent                    | België    | Jupiler League     | 12   | 0     |
| 1999/00 | → KV Mechelen (huur)       | België    | Jupiler League     | 10   | 2     |
| 2000/01 | KRC Genk                   | België    | Jupiler League     | 17   | 0     |
| 2001/02 | KRC Genk                   | België    | Jupiler League     | 31   | 2     |
| 2002/03 | KRC Genk                   | België    | Jupiler League     | 12   | 2     |
| 2003/04 | KRC Genk                   | België    | Jupiler League     | 28   | 2     |
| 2004/05 | KRC Genk                   | België    | Jupiler League     | 11   | 0     |
| 2005/06 | KRC Genk                   | België    | Jupiler League     | 18   | 1     |
| 2006/07 | KRC Genk                   | België    | Jupiler League     | 26   | 6     |
| 2007/08 | KRC Genk                   | België    | Jupiler League     | 3    | 0     |
| 2007/08 | RSC Anderlecht             | België    | Jupiler League     | 8    | 1     |
| 2008/09 | RSC Anderlecht             | België    | Jupiler Pro League | 26   | 4     |
| 2009/10 | RSC Anderlecht             | België    | Jupiler Pro League | 16   | 1     |
| 2010/11 | RSC Anderlecht             | België    | Jupiler Pro League | 1    | 0     |
| 2010/11 | → N.E.C. (huur)            | Nederland | Eredivisie         | 27   | 0     |
| 2011/12 | RSC Anderlecht             | België    | Jupiler Pro League | 0    | 0     |
| 2011/12 | → Sint-Truidense VV (huur) | België    | Jupiler Pro League | 14   | 0     |
| 2012/13 | RAEC Mons                  | België    | Jupiler Pro League | 15   | 1     |
| 2013/14 | RAEC Mons                  | België    | Jupiler Pro League | 11   | 0     |
|         |                            |           | Totaal             | 283  | 22    |

## Erelijst
- Kampioen van België: 2002, 2010
- Beker van België: 2008
- Belgische Supercup: 2010